# Provincia di Pavia (Lombardia austriaca)
La provincia di Pavia era una provincia della Lombardia austriaca, esistita dal 1786 al 1791.
Capoluogo era la città di Pavia.
La provincia continuò poi anche dal 1791 al 1797, ma riproponendo pedissequamente il vecchio Principato di Pavia.

## Storia
La provincia fu creata nel 1786 all'atto della suddivisione della Lombardia austriaca in 8 province, create nel clima delle riforme giuseppine.
La provincia comprendeva il territorio conosciuto dall'epoca medievale come Contado di Pavia, a sua volta largamente corrispondente al territorio diocesano. Ad esso era stato aggregato il Vicariato di Binasco ed alcune pievi storicamente milanesi.
La riforma, che andava a intaccare una situazione cristallizzata da secoli, fu tuttavia annullata dal nuovo imperatore Leopoldo II, fratello del precedente, nel 1791.

### Suddivisione amministrativa all'atto dell'istituzione (1786)
La provincia era suddivisa in 14 delegazioni, corrispondenti alle campagne in cui era diviso il vecchio Contado, più 4 ulteriori delegazioni, ossia le pievi in cui era diviso il territorio acquisito dal Milanese.
- Città di Pavia[3]
- delegazione I[4]
  - Corpi Santi di Pavia
- Campagna Soprana
  - delegazione II[5]
    - Battuda, Casorate, Papiago, Pissarello con Pilastro, Rognano, Soncino con Cassina Cavagnate, Torrino con Cerro, Torradello, Trovo, Villarasca, Zelata

  - delegazione III[6]
    - Bereguardo, Marcignago con Brusada, Cassina di Mezzo, Calignago, Molino Vecchio e Divisa, Origioso, San Perone, Torriano con Tirogno, Trivolzio, Vellezzo con Robecchino

  - delegazione IV[7]
    - Baselica Bologna, Carpignago con Villa Nova de' Beretti, Casatico, Giovenzano, Giussago con Cassina Maggiore e Nivolto, Guinzano con Molino de' Perotti, Liconasco con Noveto, Moirago e San Colombanino, Ronchetto con Cassina Scaccabarozzi e Cosnasco, Turago Bordone

  - delegazione V[8]
    - Cassina Calderara con Cassina Tribigliana e Comune del Trono; Cassina de' Serigari; Cassina de' Tolentini; Molinazzo con Cittadella e Santa Sofia per salto; Montebello; San Varese con Cassina Tentori in due porzioni; Santa Sofia; Torre d'Isola; Villa Longa
- Campagna Sottana
  - delegazione VI[9]
    - Belvedere con Cà Scarpona, Moncucco e Cassina Oltrona; Cà della Terra con Cà de' Levrieri; Cà de' Tedioli con Santa Croce e Pelizzera; Fossarmato con Bompiumazzo; Motta San Damiano con San Damiano; Prado; Vaccarizza con San Leonardo e Ospedaletto; Valle Salimbene con Cassina Taccona; Vimanone con Torre Bianca e Cassina Pescarona

  - delegazione VII[10]
    - Barona con Cassina de' Mensi; Calignano; Carpignano con Strazzago; Cera Nova; Lardirago; Marzano; Roncaro; Sant'Alessio con Lossano e Guardabiate; Spirago con Cassina del Broglio, Cassina Schiaffinata e Malpaga; Vialone; Vistarino; Vivente

  - delegazione VIII[11]
    - Albuzzano con Alperolo e Torre d'Astari; Belgioioso con porzione di Pissarello; Buttirago con Colombina; Filighera con Beatico; Linarolo; Montesano con Canlepre; Santa Margherita con San Giacomo della Cereda e porzione d'Albaredo; Vigalfo

  - delegazione IX[12]
    - Corte Olona; Costa San Zenone; Genzone; Monteleone con Cantelma e Gatta; Santa Cristina; Spessa; Spessetta Balbiani con Spessetta Speziani e porzione di Pissarello; San Zenone; Torre de' Negri; Zerbo con Torre Selvatica

  - delegazione X[13]
    - Badia con Caselle e Cassina del Mezzano, Bissone, Botterone, Campo Rinaldo, Chignolo con Albarone, Mezzano di Parpanese; Miradolo con Cà der' Rho; Nizzolaro; Pieve Porto Morone con Casone del Mezzano

  - delegazione XI[14]
    - Copiano, Gerenzago, Inverno, Magherno, Monte con Bolognola, Torre d'Arese, Villanterio
- Parco Vecchio Pavese
  - delegazione XII[15]
    - Cantugno con Torre del Gallo, Cornajano, Restellone e Le due Porte; Mirabello con Porta Pescarina
- Parco Novo Pavese
  - delegazione XIII[16]
    - Borgarello con Cassina de' Sacchi e Porta d'Agosto; Comairano con Gualterzano e Cassina Campagna; Ponte Carate con Cassina Pasturina; San Genesio; Torre del Mangano
- Vicariato di Settimo
  - delegazione XIV[17]
    - Bornasco, Corbesate con Cassina de' Ragni, Gualdrasco, Misano, Settimo, Villareggio, Zeccone
- Vicariato di Binasco
  - delegazione XV[18]
    - Badile, Binasco, Bubbiano, Calvignasco, Campo Morto, Casarile, Casirate, Cassina Bianca, Cavagnera, Gnignano, Lacchiarella, Mandrino, Mandrugno, Mettone, Moirago, Moncucco, Pasturago, Ponte Longo, San Novo, San Pietro Cusico, Vairano, Vernate, Viano, Vidigulfo, Vigonzino, Villa Maggiore, Zavanasco, Zibido al Lambro, Zibido San Giacomo
- Pieve di Corbetta[19]
  - delegazione XVI
    - Abbiategrasso, Albairate, Bareggio, Basiano, Bernate, Besate, Bestazzo, Boffalora, Bugo, Cassina Pobbia, Castellazzo de' Barzi, Cisliano, Corbetta, Coronate, Fallavecchia, Lugagnano, Maggenta, Marcallo, Menedrago, Mesero, Motta Visconti, Ossona, Ozero, Ravello, Robecco, San Pietro Bestazzo, Santo Stefano, San Vito, Sedriano, Ticinello, Vittuone
- parte della Pieve di San Giuliano[20]
  - delegazione XVII
    - Bascapè, Castel Lambro, Landriano, Mangialupo, Pairana, San Zeno, Torre Vecchia, Trognano, Vigonzone, Villarzino
- Pieve di Rosate[21]
  - delegazione XVIII
    - Barate, Bonirola, Caselle, Cassina di Donato del Conte, Castelletto Mendosio, Coazzano, Conigo, Copiago, Fagnano, Gaggiano, Gudo Visconti, Noviglio, Rosate, Tainate, Vermezzo, Vigano, Zelo Surigone

### Restaurazione del 1791
L'imperatore Leopoldo II annullò la riforma il 24 gennaio 1791, sia a livello istituzionale che territoriale. Le 4 pievi settentrionali tornarono alla provincia di Milano, riportando Pavia alle 14 delegazioni che le erano rimaste nel 1748. Le guerre napoleoniche ribaltarono tuttavia la situazione solo sei anni dopo creando il dipartimento del Ticino.